# Jon Cryer
Jon Cryer, all'anagrafe Jonathan Niven Cryer (New York, 16 aprile 1965), è un attore statunitense.

## Biografia
Figlio degli attori Gretchen e David Cryer, Jon Cryer fa il suo debutto da protagonista nel 1984 nella commedia romantica Una cotta importante, ma acquisisce maggiore fama con il ruolo di Duckie nel film Bella in rosa (1986) di Howard Deutch.
Nel 1991 recita in Hot Shots!, nel ruolo di Jim Pfaffenbach "Sguardone". Nel 1998 scrive e produce il film Went to Coney Island on a Mission From God... Be Back by Five, ben accolto da pubblico e critica.
Dal 2003 al 2015 è uno dei protagonisti della sit-com Due uomini e mezzo nel ruolo di Alan Harper, grazie al quale nel 2009 vince il Premio Emmy come Migliore attore non protagonista in una serie comica o commedia.
Nel 2009 appare in una puntata della sit-com Hannah Montana, nel ruolo del padre di Lilly Truscott. Nel 2015 interpreta il chirurgo Cyril Taft in tre episodi della serie NCIS - Unità anticrimine.
Dal 2019 al 2021 impersona Lex Luthor, storico nemico di Superman, nella serie televisiva Supergirl.

## Filmografia

### Cinema
- Una cotta importante (No Small Affair), regia di Jerry Schatzberg (1984)
- Non giocate con il cactus (O.C. and Stiggs), regia di Robert Altman (1985)
- Bella in rosa (Pretty in Pink), regia di Howard Deutch (1986)
- Morgan Stewart's Coming Home, regia di Paul Aaron e Terry Winsor (1987)
- Superman IV (Superman IV: The Quest for Peace), regia di Sidney J. Furie (1987)
- Dudes, diciottenni arrabbiati (Dudes), regia di Penelope Spheeris (1987)
- Hiding Out, regia di Bob Giraldi (1987)
- Rap Master Ronnie: A Report Card, regia di Jay Dubin (1988)
- Con la morte non si scherza (Penn & Teller Get Killed), regia di Arthur Penn (1989)
- Hot Shots!, regia di Jim Abrahams (1991)
- The Waiter, regia di Doug Ellin (1993)
- Heads, regia di Paul Shapiro (1994)
- The Pompatus of Love, regia di Richard Schenkman (1996)
- Glam, regia di Josh Evans (1997)
- Plan B, regia di Gary Leva (1997)
- Went to Coney Island on a Mission from God... Be Back by Five, regia di Richard Schenkman (1998)
- Il genio (Holy Man), regia di Stephen Herek (1998)
- Clayton, regia di Eric Fogel (2000)
- The Metro Chase, regia di Dennis LaValle (2003)
- Unstable Fables: 3 Pigs & a Baby, regia di Howard E. Baker e Arish Fyzee (2008)
- Tortured, regia di Nolan Lebovitz (2008)
- Weather Girl, regia di Blayne Weaver (2009)
- Stay Cool, regia di Michael Polish (2009)
- Il mistero della pietra magica (Shorts), regia di Robert Rodriguez (2009)
- Parto col folle (Due Date), regia di Todd Phillips (2010)
- Company, regia di Lonny Price (2011)
- Ass Backwards, regia di Chris Nelson (2013)
- Hit by Lightning, regia di Ricky Blitt (2014)
- Losing It, regia di Julie Anne Robinson (2017)
- Giovani e felici (Big Time Adolescence), regia di Jason Orley (2019)

### Televisione
- Storie incredibili (Amazing Stories) – serie TV, episodi 2x02 (1986)
- Teddy Z (The Famous Teddy Z) – serie TV, 20 episodi (1989-1990)
- Partners – serie TV, 22 episodi (1995-1996)
- Oltre i limiti (The Outer Limits) – serie TV, episodio 2x21 (1996)
- It's Good to Be King – serie TV (1997)
- Dharma & Greg – serie TV, episodio 1x03 (1997)
- Getting Personal – serie TV, 22 episodi (1998)
- Mr. Show with Bob and David – serie TV, episodio 4x05 (1998)
- Hercules – serie TV, episodi 1x17-1x20 (1998)
- Due ragazzi e una ragazza (Two Guys, a Girl and a Pizza Place) – serie TV, episodio 2x10 (1998)
- The Trouble with Normal – serie TV, 13 episodi (2000-2001)
- Andy Richter Controls the Universe – serie TV, episodio 1x05 (2002)
- The Practice - Professione avvocati (The Practice) – serie TV, episodio 7x03 (2002)
- Becker – serie TV, episodio 5x21 (2003)
- Hey Joel – serie TV, episodi 1x01-1x02-1x03 (2003)
- Danny Phantom – serie TV, episodi 1x20-2x17 (2005-2006)
- American Dad! – serie TV, episodi 1x19-4x18 (2006-2009)
- Due uomini e mezzo (Two and a Half Men) – serie TV, 262 episodi (2003-2015)
- Hannah Montana – serie TV, episodi 3x28-4x12 (2010-2011)
- Mom – serie TV, episodio 1x01 (2013)
- NCIS - Unità anticrimine (NCIS: Naval Criminal Investigative Service) – serie TV, episodi 13x01-13x08-13x16 (2015-2016)
- The Ranch – serie TV, episodio 4x08 (2017)
- Will & Grace – serie TV, episodio 10x06 (2018)
- Supergirl – serie TV, 20 episodi (2019-2021)
- Il metodo Kominsky (The Kominsky Method) – serie TV, un episodio (2021)
- Extended Family – serie TV, 13 episodi (2023-2024)

## Riconoscimenti (parziale)
Premio Emmy
- 2009 - Migliore attore non protagonista in una serie comica o commedia per Due uomini e mezzo
- 2012 - Migliore attore protagonista in una serie commedia per Due uomini e mezzo

## Doppiatori italiani
Nelle versioni in italiano delle opere in cui ha recitato, Jon Cryer è stato doppiato da:
- Massimiliano Plinio in Stay Cool, Supergirl (st. 4-5, ep. 6x01-03), Batwoman, The Flash, Arrow, Legends of Tomorrow
- Franco Mannella in Due uomini e mezzo, Hannah Montana, The Ranch, Will & Grace
- Massimo De Ambrosis ne Il mistero della pietra magica
- Sandro Acerbo in Superman IV
- Marco Guadagno in Bella in rosa
- Tony Sansone ne Il genio
- Vittorio De Angelis in Oltre i limiti
- Riccardo Rossi in Hot Shots!
- Angelo Maggi in Tortured
- Stefano Santerini in Weather Girl
- Enrico Pallini in Parto col folle
- Alessio Cigliano in NCIS-Unità anticrimine
- Riccardo Scarafoni in Supergirl (ep. 6x16-20)
- Roberto Gammino ne Il metodo Kominsky
- Mauro Gravina in Giovani e felici